# São João Leonardo (título cardinalício)
São João Leonardo (em latim: Sancti Ioannis Leonardi) é um título cardinalício estabelecido pelo Papa Francisco em 7 de dezembro de 2024. A igreja titular deste título é a igreja de San Giovanni Leonardi em Torre Maura.

## Titulares protetores
- Tarcisius Isao Kikuchi, S.V.D. (desde 2024)